# Kyrkfjärden, Korpo
Kyrkfjärden (finska: Kirkkoselkä) är en fjärd i Finland. Den ligger i landskapet Egentliga Finland, i den sydvästra delen av landet, 180 km väster om huvudstaden Helsingfors.
Kyrkfjärden ligger mellan Kyrklandet i söder och Norrskata i norr. Den ansluter i öster till Norrfjärden vid Stora Bjornholm, i sydväst till Finnö djupet vid Finnö och i nordväst till Topsala fjärden.